# Derwent (Alberta)
Pour les articles homonymes, voir Derwent.
Derwent est un hameau situé dans la province d'Alberta, dans le centre-est.